# Nagykutas

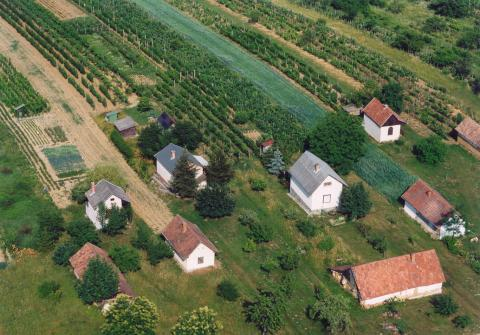
Winnice z lotu ptaka

Nagykutas(/'nɑɟkutɑʃ/) – wieś i jednocześnie gmina na Węgrzech w komitacie Zala, w powiecie Zalaegerszeg na południowym zachodzie kraju.

## Położenie i geografia
Miejscowość leży w północnej części komitatu, przy granicy z komitatem Vas, 8 km na północny zachód od Zalaegerszegu. Główną ulicą przebiega droga nr 7404 z Zalaegerszegu do  Andrásfa, leżącego w południowej części komitatu Vas. W szczytowej części łańcucha wzgórz rozciągającego się na południe od wsi w XVIII i XIX wieku wybudowano ciąg piwnic winnych z bali, krytych spadzistymi dachami. Tu znajdują się największe sady jabłoniowe w komitacie Zala. 
W centrum wsi wybudowano w latach 40. XVIII wieku kościół, który został odnowiony w 2002 r. Oprócz tego w 1992 r. powstał tu dom gminny. Na zachód od wsi, wśród winnic, rośnie prawie 800-letni kasztan jadalny.
Wieś Nagykutas pojawia się w opowiadaniu „Pola trzcin” Andrzeja Pilipiuka, pochodzącym z serii o Jakubie Wędrowyczu.

## Historia
Miejscowość pochodząca z epoki Arpadów. Jej nazwa została po raz pierwszy wymieniona w 1211 r. w patencie pod nazwą Kuthus.
W 1408 r. jest wymieniana pod nazwą Nagykuthus, a w 1513 r. występuje w patentach jako Naghkwthus. 
Nazwa wsi została po raz pierwszy wymieniona w czasach króla Andrzeja II  w patencie z 1211 r. gdy Fábián i Vince otrzymali od króla ziemię zamkową zwaną Gébárt, która od zachodu i północy graniczyła z ich rodzinną posiadłością zwaną Kutas. 
W 1364 r. członkowie rodziny Kutasi nazywali swoję włości jako Kutas, a w już w latach 1402–1408, jako własność wdowy po Mikcsu, były nazywane Nagykutas. W 1394 r. są wzmiankowane dwa Kutasy – Nagykutas i Kiskutas, jeden jako własność syna Jánosa Kutasiego, Miklósa, a drugi syna drugiego Jánosa, László.
W XV i XVI w. właścicielami były kolejno rodziny Kutasi, Terjék, potomkowie bana Mikcsa z rodu Ákos, rodzina Ördögh z Peleske i Gersei Pető. 
Podczas tureckiej okupacji wieś wielokrotnie padała ofiarą napadów łupieżczych, podobnie jak sąsiednie miejscowości.
W 1655 r. miejscowość została dotknięta epidemią dżumy. 
W 1659 r. została wymieniona wśród dóbr zamku Peleske, jako całkowicie opuszczona i nie dająca żadnych dochodów, a każdy kto chciał, mógł swobodnie wykorzystywać jej teren pod uprawę.
W 1690 r. posiadłość Nádasdy, którą György Széchenyi zakupił od skarbu królewskiego, zaoferowała trzy lata wolności od pańszczyzny i zwolnienie podatkowe każdemu, kto się osiedli w Kutasu. 
W czasie spisu z 1720 r. stwierdzono, że we wsi mieszkało 9 chłopów pańszczyźnianych i 2 chałupników. W 1728 r. w majątku hrabiego Zsigmonda Széchenyiego, który poprzez karczowanie powiększył powierzchnię ziemi uprawnej, zamieszkiwało 9 rodzin chłopskich i 20 chałupniczych. Do 1728 r. w osadzie znajdowały się już 23 holdy gruntów ornych. 
Hrabia Zsigmond Széchenyi, właściciel wsi, na 12 lat zwolnił z odrabiania pańszczyzny chłopów, którzy w ciągu 3 lat wykarczowali las i na jego terenie rozpoczęli uprawę.

## Urodzeni w Nagykutasie
- Zoltán Galabárdi – pisarz[7]
- Tibó Sláger – artysta muzyczny[8]

## Burmistrzowie wsi
- 1990–1994: Baumgartner József[9]
- 1994–1998: Baumgartner József[10]
- 1998–2002: Baumgartner József Sr.[11]
- 2002–2006: Baumgartner József Sr.[12]
- 2006–2010: Baumgartner József[13]
- 2010–2014: Horváth Sándor[14]
- 2014–2019: Ferenczné Baumgartner Éva[15]
- od 2019: Ferenczné Baumgartner Éva[1]